# Front Ukraińskiej Rewolucji
Front Ukraińskiej Rewolucji (FUR, ukr. Фронт Української Революції) – ukraińska organizacja wojskowa, utworzona jesienią 1942 w okolicach Krzemieńca, na pograniczu Wołynia i Podola.

## Organizacja i działalność
Organizacja deklarowała przywiązanie do idei demokratycznych oraz tradycji walk narodowo-wyzwoleńczych z lat 1917-1921. Przywódcą FUR był Tymisz Basiuk, były porucznik Armii Czerwonej i Wołodymyr Jaworenko „Jawir”. Oddziały partyzanckie Frontu liczyły (według różnych danych) 200-800 żołnierzy, współpracowały głównie z Siczą Poleską, często również z oddziałami OUN-M, okazjonalnie z UPA.
W lipcu część partyzantów FUR wstąpiła do UPA, część walczyła nadal jako FUR z oddziałami radzieckich partyzantów płk. NKWD Dmitrija Miedwiediewa. We wrześniu 1943 pozostała część FUR wstąpiła do Ukraińskiego Legionu Samoobrony.